# Pheidole proxima
Pheidole proxima är en myrart som beskrevs av Mayr 1876. Pheidole proxima ingår i släktet Pheidole och familjen myror.

## Underarter
Arten delas in i följande underarter:
- P. p. bombalensis
- P. p. proxima
- P. p. transversa

## Bildgalleri

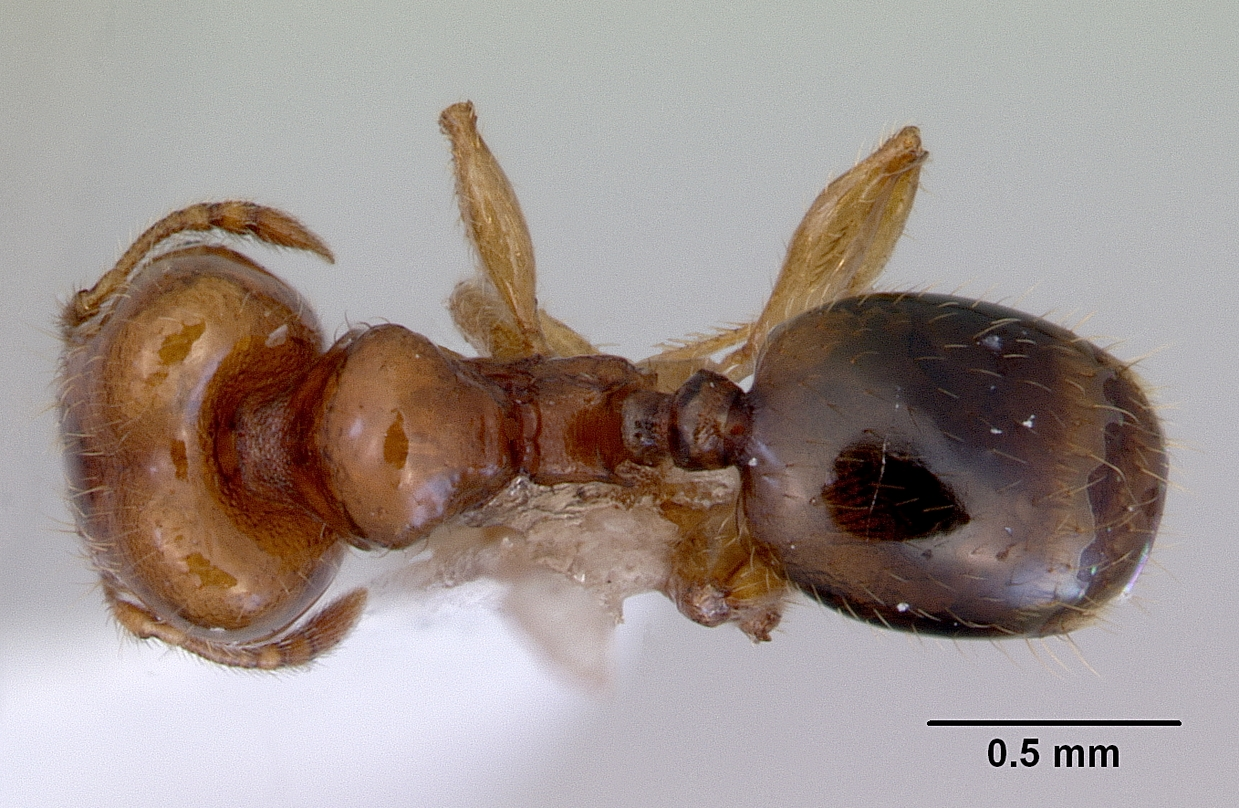
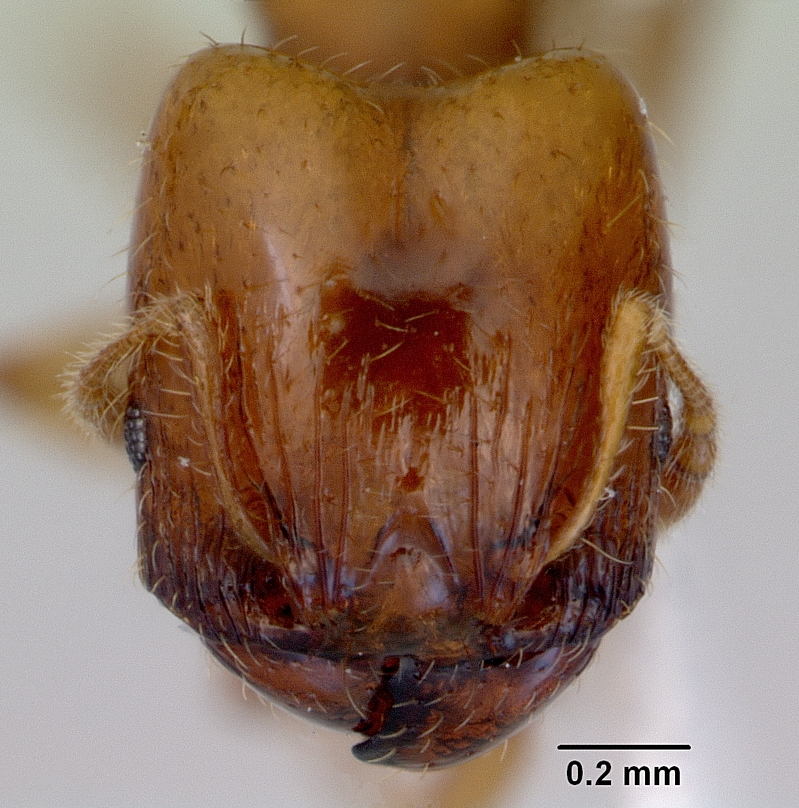
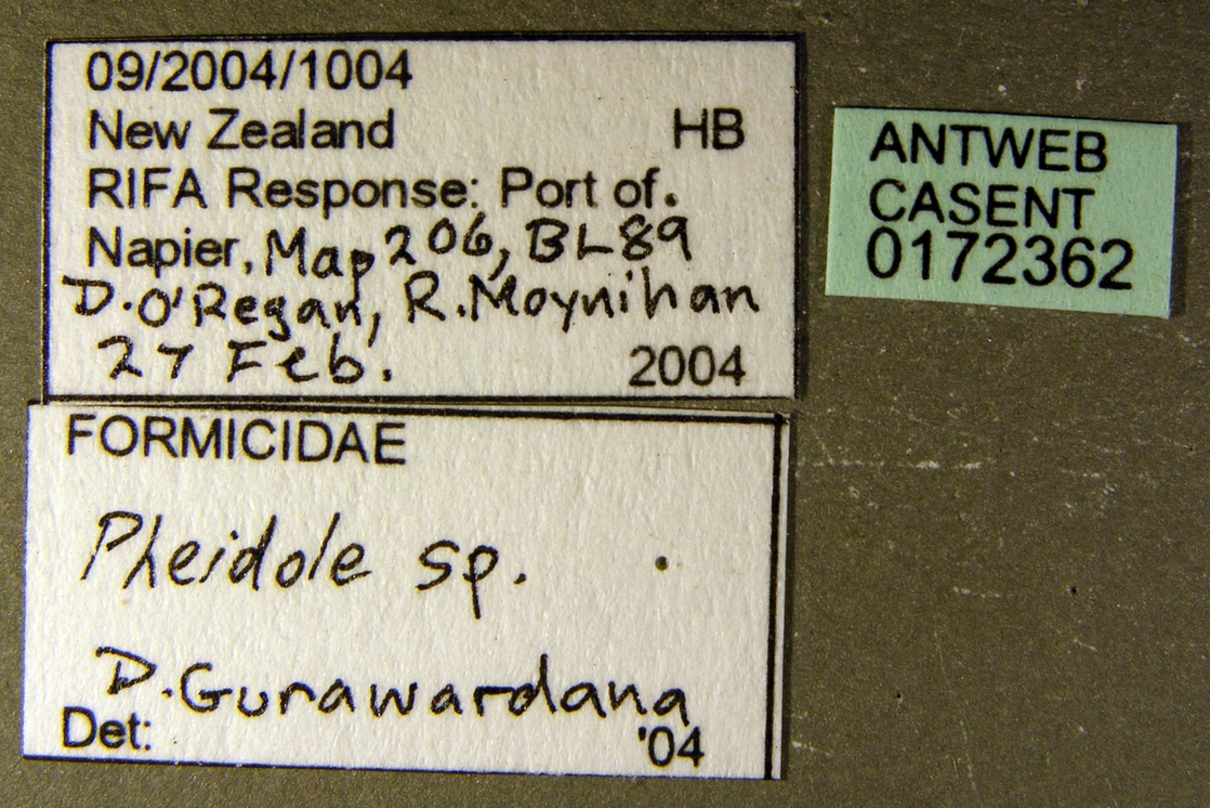
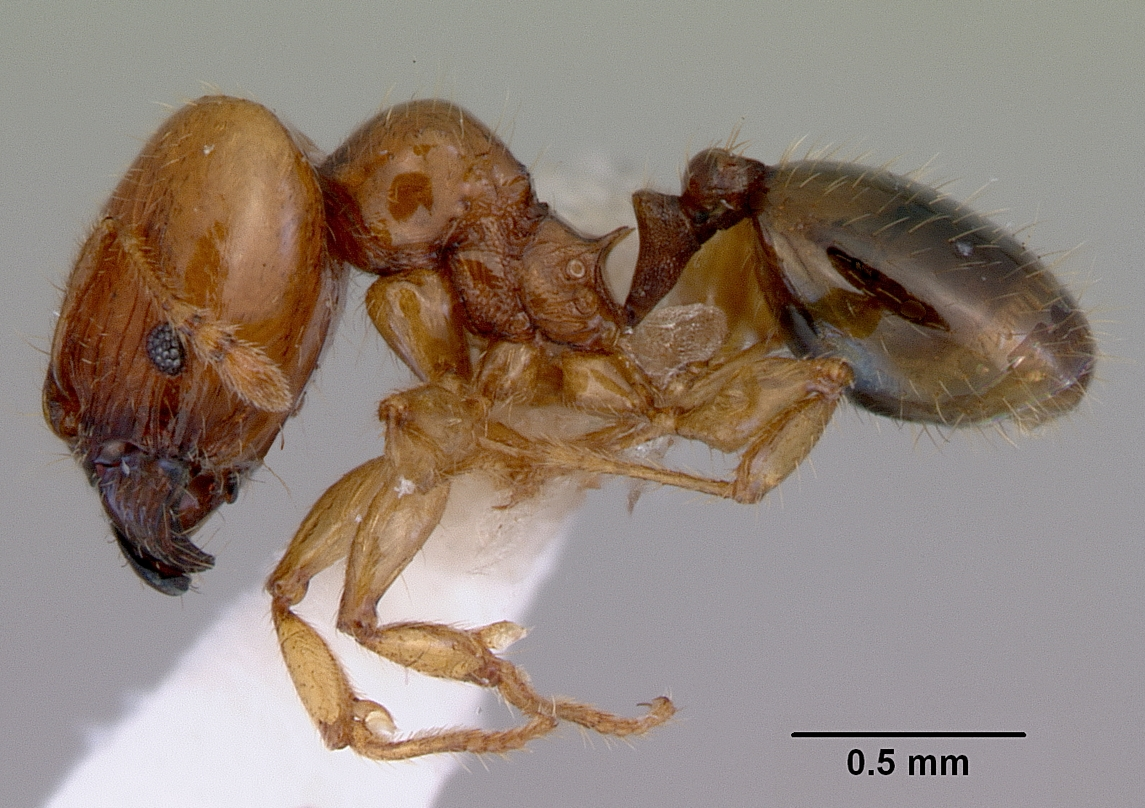
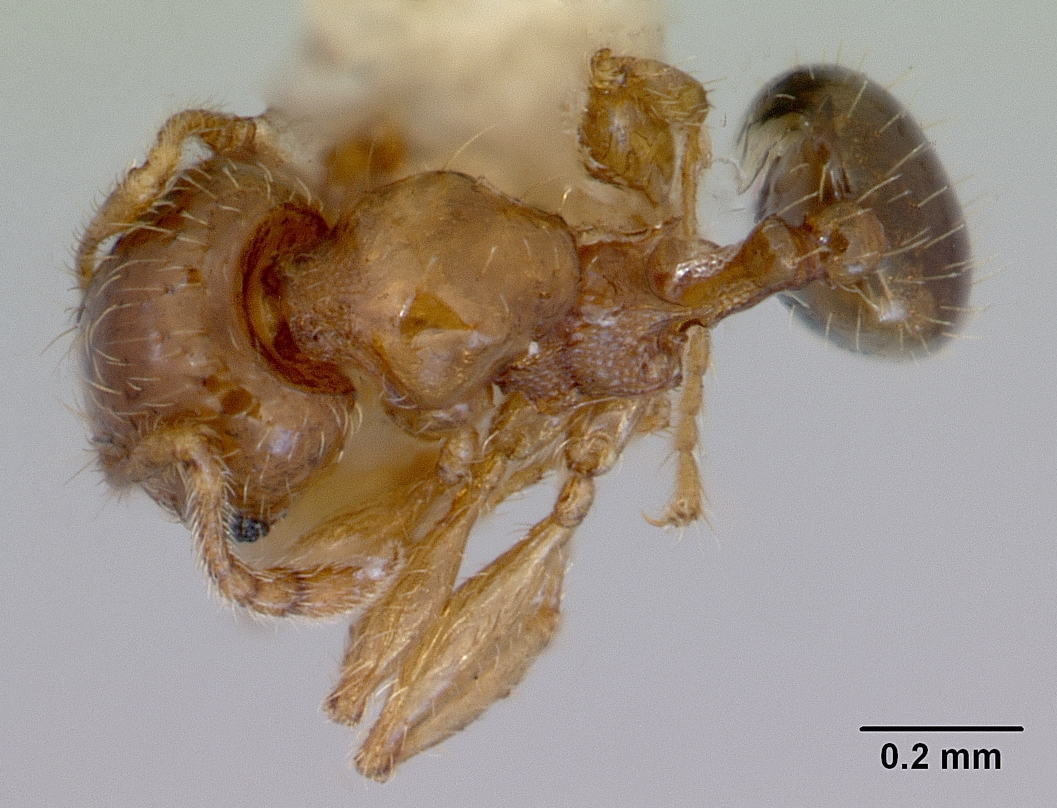
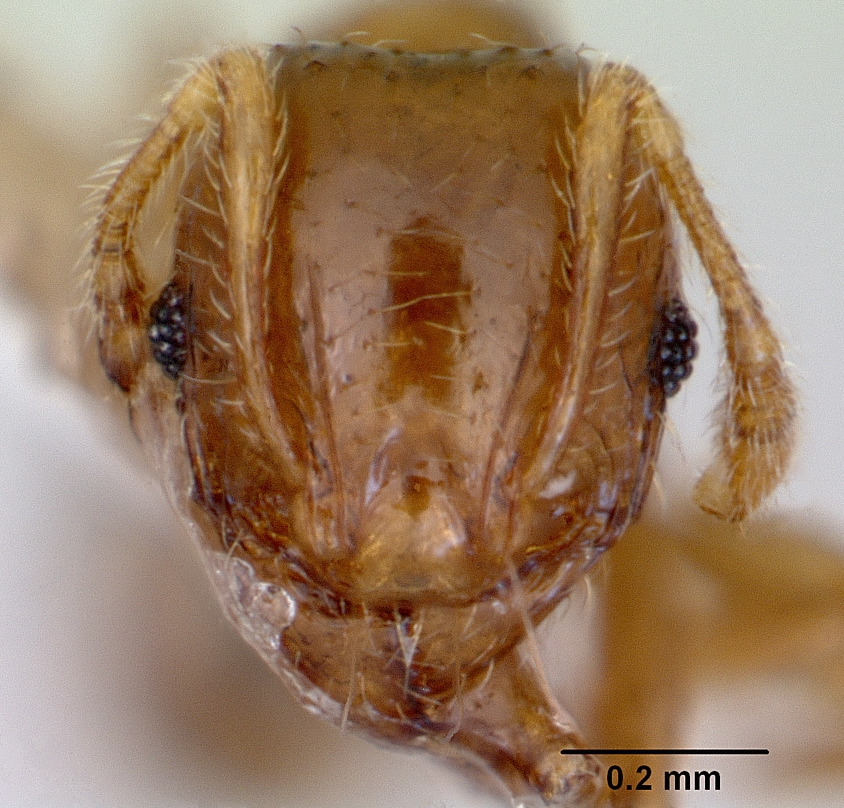